# Interventionnisme
Pour l’article homonyme, voir Interventionnisme militaire.
En économie, l'interventionnisme est une politique préconisant l'intervention des pouvoirs publics dans la vie économique d'un pays. Le niveau d'interventionnisme économique d'un État se mesure par son niveau de dépenses publiques (en % du PIB) et la quantité de régulations économiques qu'il a mis en place.
Que ce soit en économie ou en politique, l'interventionnisme est directement lié à l'existence même de l’État, qui se définit par une forme minimale de gouvernement. La doctrine interventionniste va cependant plus loin en préconisant une action publique au-delà de celle nécessaire pour assurer son existence a minima. Si l’État possède des fonctions régaliennes basiques, ou le « monopole de la violence légitime », toute action additionnelle peut être considérée comme une forme d'interventionnisme.
L'interventionnisme est donc une doctrine normative, qui dépend de la conception minimale que l'on a de l’État.

## En économie
Les premières discussions connues sur le rôle de l'État en matière de politique économique ont fait en Chine l'objet d'un débat retracé dans la Dispute sur le sel et le fer, un recueil de textes de 81 av. J.-C. débattant des mesures instaurées par l'empereur Wu. Les débats portent sur l'opportunité du monopole d'État, les impôts et les dépenses publiques et les systèmes de stabilisation des prix.
En Espagne, l'intervention de l'État dans l'économie fut discutée par les juristes de l'École de Salamanque, notamment en ce qui concerne l'instauration d'un prix maximum sur le blé (nommé tasa del trigo), en estimant qu'il était du devoir du prince de protéger les faibles en instaurant un prix légitime (pretium legitimum), opposé au prix du marché (pretium vulgare seu naturale). Si certains comme Domingo de Soto et Tomás de Mercado approuvent cette politique et déclarent que le prince est plus digne de confiance que le marchand désireux de profits, d'autres comme Luis de Molina, Leonardus Lessius et Juan de Lugo l'estiment malvenue en craignant la corruption et le favoritisme qui pourraient en découler.
En France, une forme d'interventionnisme se retrouve dans le colbertisme. Cette doctrine correspond à une politique protectionniste et volontariste. Il restreint les importations, octroie des subsides à l’exportation, contraint les commerçants à utiliser des navires français et prône l’exploitation économique des colonies. Il encourage aussi la création de compagnies commerciales et l’extension des corporations. Il contribue notamment à la création des grandes manufactures détenues par l’État (les Gobelins, les manufactures d’armes…) qui doivent produire de nouvelles richesses afin d’éviter les importations.
Les guerres et les reconstructions amènent également l’État à s'engager plus fortement dans l’activité économique avec la production d'arme et la mise en place d'une économie de guerre.
Selon Keynes, l'intervention publique peut prendre différent canaux: l'augmentation des dépenses publiques, ainsi que la politique budgétaire, monétaire et fiscale. Depuis la Seconde Guerre mondiale, l'intervention de l’État dans l'économie augmente en effet sensiblement, ainsi que mesurée par le taux de dépenses publiques dans le PIB. L'interventionnisme s'applique alors également aux grands équilibres économiques comme la croissance, l'emploi et l'inflation.
Les courants politiques et sociaux encouragent également le rôle de l’État afin de protéger les citoyens contre les risques sociaux et les défaillances du marché, donnant ainsi naissance à l'État-Providence. Par extension, la planification, la règlementation, l'aide à l'investissement ou à la création d'entreprises, le soutien aux champions nationaux ou aux pôles de compétitivité, à la recherche scientifique, aux infrastructures, les nationalisations et l'octroi de monopoles sont aussi des formes d'intervention.

## Limites de l'interventionnisme

### Interventionnisme économique optimal
L'interventionnisme économique peut connaitre certains effets pervers. L'économiste français Jean-Paul Fitoussi précise que « généralement, l'intervention de l'État accroît l'efficacité économique chaque fois qu'il existe une externalité, qu'elle soit positive ou négative, c'est-à-dire une conséquence non intentionnelle et non médiatisée par le marché sous forme de prix sur d'autres agents d'une activité d'un agent privé. »